# 1 500 meter för damer i friidrott vid olympiska sommarspelen 1996
1 500 meter för damer vid olympiska sommarspelen 1996 i Atlanta avgjordes den 31 juli-3 augusti. 

## Medaljörer
| Gren        | Guld                           | Guld    | Silver                    | Silver  | Brons                      | Brons   |
| 1 500 meter | Svetlana Masterkova · Ryssland | 4.00,83 | Gabriela Szabo · Rumänien | 4.01,54 | Theresia Kiesl · Österrike | 4.03,02 |

## Resultat
- Q innebär avancemang utifrån placering i heatet.
- q innebär avancemang utifrån total placering.
- DNS innebär att personen inte startade.
- DNF innebär att personen inte fullföljde.
- DQ innebär diskvalificering.
- NR innebär nationellt rekord.
- OR innebär olympiskt rekord.
- WR innebär världsrekord.
- WJR innebär världsrekord för juniorer
- AR innebär världsdelsrekord (area record)
- PB innebär personligt rekord.
- SB innebär säsongsbästa.

### Final
| Placering | Namn                      | Final   | Semi    | Försök  |
| --------- | ------------------------- | ------- | ------- | ------- |
|           | Svetlana Masterkova (RUS) | 4.00,83 | 4:10.35 | 4:09.88 |
|           | Gabriela Szabo (ROU)      | 4.01,54 | 4:09.83 | 4:07.32 |
|           | Theresia Kiesl (AUT)      | 4.03,02 | 4:09.44 | 4:09.24 |
| 4.        | Leah Pells (CAN)          | 4.03,01 | 4:06.26 | 4:13.17 |
| 5.        | Margaret Crowley (AUS)    | 4.03.79 | 4:06.21 | 4:07.51 |
| 6.        | Carla Sacramento (POR)    | 4.03,91 | 4:06.70 | 4:13.57 |
| 7.        | Ljudmila Borisova (RUS)   | 4.03,56 | 4:06.89 | 4:13.29 |
| 8.        | Małgorzata Rydz (POL)     | 4.05,92 | 4:10.77 | 4:07.51 |
| 9.        | Gwen Griffiths (RSA)      | 4.06,33 | 4:11.12 | 4:10.80 |
| 10.       | Regina Jacobs (USA)       | 4.07,21 | 4:06.13 | 4:07.41 |
| 11.       | Kelly Holmes (GBR)        | 4.07,46 | 4:05.88 | 4:07.36 |
| 12.       | Anna Brzezińska (POL)     | 4.08,27 | 4:07.17 | 4:11.06 |

### Icke-kvalificerade
| Placering | Namn                          | Semi    | Försök  |
| --------- | ----------------------------- | ------- | ------- |
| —         | Natasja Duchnova (BLR)        | 4.11,43 | 4:14.75 |
| —         | Carmen Wüstenhagen (GER)      | 4:11.47 | 4:10.06 |
| —         | Blandine Bitzner-Ducret (FRA) | 4:12.27 | 4:13.83 |
| —         | Sinead Delahunty (IRL)        | 4:12.52 | 4:10.20 |
| —         | Maite Zúñiga (ESP)            | 4:14.10 | 4:14.05 |
| —         | Ljudmila Rogatjova (RUS)      | 4:14.54 | 4:07.61 |
| —         | Hassiba Boulmerka (ALG)       | 4:23.86 | 4:09.96 |
| —         | Kutre Dulecha (ETH)           | 4:09.03 | 4:07.69 |
| —         | Malin Ewerlöf (SWE)           | 4:13.85 | 4:09.06 |
| —         | Sylvia Kühnemund (GER)        | 4:16.85 | 4:14.35 |
| —         | Naomi Mugo (KEN)              | 4:20.01 | 4:13.35 |
| —         | Catalina Gheorghiu (ROU)      | DSQ     | 4:13.82 |
| —         | Frederique Quentin (FRA)      | DNQ     | 4:15.95 |
| —         | Juli Henner (USA)             | DNQ     | 4:27.14 |
| —         | Khin Khin Htwe (MYA)          | DNQ     | 4:30.64 |
| —         | Vicki Huber (USA)             | DNQ     | 4:14.82 |
| —         | Sonia O'Sullivan (IRL)        | DNQ     | 4:19.77 |
| —         | Petya Strashilova (BUL)       | DNQ     | 4:26.66 |
| —         | Marta Domínguez (ESP)         | DNQ     | 4:15.00 |
| —         | Paula Schnurr (CAN)           | DNQ     | 4:29.67 |